# Timmy Duggan
Timothy "Timmy" Duggan (født 14. november 1982 i Boulder) er en amerikansk tidligere professionel cykelrytter, der bl.a. har kørt for Tinkoff.
Den første professionelle kontrakt underskrev Duggan i 2005 med TIAA-CREF, det nuværende EF Education-EasyPost. Her kørte han til og med sæsonen 2010, hvor han skiftede til italienske Liquigas-Cannondale. Her blev det til to år inden skiftet til danske Team Saxo-Tinkoff i januar 2013.
I 2012 blev Duggan amerikansk mester i linjeløb

## Udvalgte resultater
2005
4' Tour of Puerto Rico
Vinder af 1. etape (enkeltstart)
2006
5' Volta a Lleida
2007
3' Amerikanske mesterskaber i enkeltstart
4' Vuelta Chihuahua Internacional
4' Univest GP
2011
7' Tour of Utah
2012
 Amerikansk mester i linjeløb